# Clement Mitchell
Clement Mitchell (Cambridge, 20 febbraio 1862 – Hove, 6 ottobre 1937) è stato un calciatore e crickettista inglese.

## Biografia
Quinto figlio su otto di William Spencer, deceduto nel 1868, ed Eliza Ann Cross, Mitchell era nativo di Cambridge. Dopo aver studiato presso la Felsted School, si trasferì a Londra ove divenne un commerciante di tè e si dedicò agli sport, come il calcio ed il cricket. Morì ad Aldrington, un quartiere di Hove.

## Carriera

### Calcio

#### Club
Formatosi nella rappresentativa calcistica della Felsted School, di cui divenne nel 1879 capitano, si iscrisse nello stesso anno nell'Upton Park ove restò sino al 1885. Militò inoltre nei Corinthians, società che all'epoca disputava esclusivamente amichevoli, e nelle rappresentative di Londra e dell'Essex.

#### Nazionale
Mitchell vestì la maglia della nazionale inglese di calcio in cinque occasioni. Mitchell è stato il primo giocatore inglese a segnare una tripletta in un incontro tra nazionali, il 3 febbraio 1883, nella partita vinta dai Three Lions per 5 a 0 con il Galles.

### Cricket
Dal 1890 al 1892 militò nel Kent.

## Statistiche

### Cronologia presenze e reti in Nazionale
| Cronologia completa delle presenze e delle reti in nazionale ― Inghilterra | Cronologia completa delle presenze e delle reti in nazionale ― Inghilterra | Cronologia completa delle presenze e delle reti in nazionale ― Inghilterra | Cronologia completa delle presenze e delle reti in nazionale ― Inghilterra | Cronologia completa delle presenze e delle reti in nazionale ― Inghilterra | Cronologia completa delle presenze e delle reti in nazionale ― Inghilterra | Cronologia completa delle presenze e delle reti in nazionale ― Inghilterra | Cronologia completa delle presenze e delle reti in nazionale ― Inghilterra |
| Data                                                                       | Città                                                                      | In casa                                                                    | Risultato                                                                  | Ospiti                                                                     | Competizione                                                               | Reti                                                                       | Note                                                                       |
| -------------------------------------------------------------------------- | -------------------------------------------------------------------------- | -------------------------------------------------------------------------- | -------------------------------------------------------------------------- | -------------------------------------------------------------------------- | -------------------------------------------------------------------------- | -------------------------------------------------------------------------- | -------------------------------------------------------------------------- |
| 15/03/1880                                                                 | Wrexham                                                                    | Galles                                                                     | 2 – 3                                                                      | Inghilterra                                                                | Amichevole                                                                 | -                                                                          |                                                                            |
| 12/03/1881                                                                 | Londra                                                                     | Inghilterra                                                                | 1 – 6                                                                      | Scozia                                                                     | Amichevole                                                                 | -                                                                          |                                                                            |
| 03/02/1883                                                                 | Londra                                                                     | Inghilterra                                                                | 5 – 0                                                                      | Galles                                                                     | Amichevole                                                                 | 3                                                                          |                                                                            |
| 10/03/1883                                                                 | Sheffield                                                                  | Inghilterra                                                                | 2 – 3                                                                      | Scozia                                                                     | Amichevole                                                                 | 1                                                                          |                                                                            |
| 14/03/1885                                                                 | Blackburn                                                                  | Inghilterra                                                                | 1 – 1                                                                      | Galles                                                                     | Torneo Interbritannico 1885                                                | 1                                                                          |                                                                            |
| Totale                                                                     |                                                                            | Presenze                                                                   | 5                                                                          |                                                                            | Reti                                                                       | 5                                                                          |                                                                            |